# 凍てついた明日
『凍てついた明日』（いてついたあした）は、宝塚歌劇団で上演されたミュージカル作品。

## 概要
実在の犯罪者、ボニーとクライドをモチーフにした1967年のアメリカ映画『俺たちに明日はない』の翻案である。

## 上演記録
1998年 - 雪組公演（初演）
副題は「ボニー&クライド」。形式名は「バウ・ミュージカル」。2幕。
10月9日から10月19日まで宝塚バウホールで、10月24日から11月1日まで東京・日本青年館で上演された。
作・演出は、荻田浩一が担当。以降の再演も担当している。
2008年 - 雪組公演
宝塚バウホール開場30周年を記念した｢バウ・ワークショップ｣シリーズの一環として、雪組で再演された。2幕。
前半日程は5月24日(土)から6月3日(火)まで、後半日程は6月12日(木)から6月22日(日)まで公演された。
再演にあたり、タイトルを『凍てついた明日』 -ボニー&クライドとの邂逅-として、初演と構成等を変えている。
ヒロインのボニー役は、前半日程を愛原実花、後半日程を大月さゆの役替わりで務め、一部のキャストもダブルキャストで上演された。

## 出演者一覧
※「（）」の文字は当時の所属組

### 1998年
- 香寿たつき[1]
- 五峰亜季[1]
- 森央かずみ[1]
- 美穂圭子[1]
- 楓沙樹[1]
- 月影瞳[1]
- 天希かおり[1]
- 風早優[1]
- 安蘭けい[1]
- 有沙美帆[1]

- 汐美真帆[1]
- 悠なお輝[1]
- 未来優希[1]
- 愛耀子[1]
- 貴咲美里[1]
- 立樹遥[1]
- 冴月晃[1]
- すがた香[1]
- 花央レミ[1]
- 紺野まひる[1]

- 蒼海拓[1]
- 橘梨矢[1]
- 天勢いづる[1]

- 矢代鴻（専科）[1]
- 京三紗（専科）[1]

### 2008年
※前半・後半日程共通。
- 未来優希
- 涼花リサ
- 凰稀かなめ
- 緒月遠麻
- 沙央くらま
- 早花まこ
- 大月さゆ
- 花夏ゆりん
- 香音有希
- 香綾しずる

- 千風カレン
- 悠月れな
- 梓晴輝
- 朝風れい
- 愛原実花
- 寿々音綾
- 凰華れの
- 冴輝ちはや
- 透真かずき
- 白渚すず

- 雛月乙葉
- 詩風翠
- 透水さらさ
- 凛城きら
- 桃花ひな
- 真那春人
- 彩風咲奈
- 舞羽美海

- 京三紗（専科）
- 五峰亜季（専科）

## 主な配役
|                                    | 1998年雪組 | 2008年雪組 （前半日程） | 2008年雪組 （後半日程） |
| ---------------------------------- | ---------- | ----------------------- | ----------------------- |
| クライド・バロウ                   | 香寿たつき | 凰稀かなめ              | 凰稀かなめ              |
| ボニー・パーカー                   | 月影瞳     | 愛原実花                | 大月さゆ                |
| ジェレミー・メスヴィン             | 安蘭けい   | 凛城きら                | 真那春人                |
| レイモンド・ハミルトン             | 汐美真帆   | 沙央くらま              | 沙央くらま              |
| カミー・バロウ                     | 京三紗     | 京三紗                  | 京三紗                  |
| エンマ・パーカー                   | 矢代鴻     | 五峰亜季                | 五峰亜季                |
| ネル・コーワン                     | 五峰亜季   | 涼花リサ                | 涼花リサ                |
| アニス・フラナガン                 | 貴咲美里   | 大月さゆ                | 愛原実花                |
| テッド・ヒントン                   | 楓沙樹     | 緒月遠麻                | 緒月遠麻                |
| ビリー・メイスン                   | 紺野まひる | 花夏ゆりん              | 早花まこ                |
| メアリー・オーディア               | 森央かずみ | 舞羽美海                | 透水さらさ              |
| ブランチ・コールドウエル           | 美穂圭子   | 早花まこ                | 千風カレン              |
| ロイ・ソーントン                   | 天希かおり | 香綾しずる              | 香綾しずる              |
| バック・バロウ／フランク・ヘイマー | 風早優     | 未来優希                | 未来優希                |
| ウイリアム・ダニエル・ジョーンズ   | 未来優希   | 冴輝ちはや              | 彩風咲奈                |
| ボブ・アルコーン                   | 立樹遥     | 梓晴輝                  | 朝風れい                |
| 店主                               | すがた香   | 香音有希                | 香音有希                |
| 記者                               | ×          | 未来優希                | 未来優希                |

## スタッフ

### 1998年雪組初演時
- 作・演出：荻田浩一[1]
- 作曲・編曲：高橋城[1]
- 振付[1]：上島雪夫・伊賀裕子・川崎悦子
- 装置：大橋泰弘[1]
- 衣装：任田幾英[1]
- 照明：勝柴次朗[1]
- 音響：加門清邦[1]
- 音楽助手：木川田新[1]
- 装置補：新宮有紀[1]
- 衣装補：河底美由紀[1]
- 舞台進行：山崎芳雄[1]
- 録音演奏：宝塚ニューサウンズ[1]
- 制作：村上信夫[1]

### 2008年雪組再演時
- 作・演出：荻田浩一
- 作曲・編曲：高橋城
- 編曲：高橋恵
- 振付：伊賀裕子
- 装置：國包洋子
- 衣装：河底美由紀